# Municipio de Papantla
El municipio de Papantla es uno de los 212 municipios en que se divide el estado mexicano de Veracruz de Ignacio de la Llave. Localizado al norte del mismo, su cabecera es la ciudad de Papantla de Olarte. En su territorio se encuentra la ciudad prehispánica de El Tajín.

## Geografía
El municipio de Papantla se encuentra en el norte del estado de Veracruz, en la llamada Región Totonaca; tiene una extensión territorial de 1460.545 kilómetros cuadrados que lo convierten en uno de los más extensos del estado. Sus coordenadas geográficas extremas son 20° 09' - 20° 41' de latitud norte y 97° 06' - 97° 32' de longitud oeste y su altitud fluctúa entre los 10 y los 300 metros sobre el nivel del mar.
Limita al norte con el municipio de Cazones de Herrera, al este con el municipio de Tecolutla, el municipio de Gutiérrez Zamora y el municipio de Martínez de la Torre, al oeste con el municipio de Tiahuatlán, el municipio de Poza Rica de Hidalgo y el municipio de Coatzintla y al suroeste con el municipio de Espinal. Al sur limita con el estado de Puebla, en particular con el municipio de Tenampulco, el municipio de Hueytamalco y el municipio de Acateno y al norte tiene costa en el Golfo de México.

## Demografía
De acuerdo al último censo, realizado en 2010 por el Instituto Nacional de Estadística y Geografía; el municipio de Papantla tiene una población total de 158 599 habitantes, de los que 77 921 son hombres y 81 308 son mujeres.

### Localidades
El municipio tiene un total de 454 localidades. Las principales localidades y su población son las siguientes:
| Localidad                  | Población |
| Total Municipio            | 158 599   |
| Papantla de Olarte         | 53 546    |
| Agua Dulce                 | 5 910     |
| El Chote                   | 4 124     |
| Pueblillo                  | 2 409     |
| El Volador                 | 2 343     |
| Carrizal                   | 2 019     |
| Adolfo Ruiz Cortines       | 1 828     |
| Fraccionamiento La Florida | 1 757     |
| Caristay                   | 1 610     |
| Emiliano Zapata            | 1 501     |
| El Pital                   | 1 500     |
| El Tajín                   | 1 363     |
| Residencial Tajín          | 1 314     |
| Vicente Herrera            | 1 233     |
| El Remolino                | 1 225     |
| Paso del Correo            | 1 217     |
| Puente de Piedra           | 1 207     |
| Paso de Valencia           | 1 193     |
| Polutla                    | 1 152     |
| El Palmar (Kilómetro 40)   | 1 065     |
| La Guásima                 | 1 002     |
| Valsequillo                | 663       |

## Política
El gobierno del municipio de Papantla está a cargo de su Ayuntamiento, que es electo mediante voto universal, directo y secreto para un periodo de tres años que no son renovables para el periodo inmediato posterior pero si de forma no continua. Está integrado por el presidente municipal, un Síndico único y el cabildo conformado por once regidores, cinco electos por mayoría relativa y seis por el principio de representación proporcional. Todos entran a ejercer su cargo el día 1 de enero del año siguiente a su elección.

### Representación legislativa
Para la elección de Diputados locales al Congreso de Veracruz y de Diputados federales al Congreso de la Unión, el municipio de Papantla se encuentra integrado en los siguientes distritos electorales:
Local:
- Distrito electoral local 6 de Veracruz con cabecera en la ciudad de Papantla de Olarte.[5]

Federal:
- Distrito electoral federal 6 de Veracruz con cabecera en la ciudad de Papantla de Olarte.[6]

### Presidentes municipales
- (1997 - 2000): Bonifacio Castillo Cruz
- (2000): Samuel García Santos
- (2000 - 2004): Diógenes Ramírez Santes
- (2005 - 2007): Martín Rizo López
- (2008 - 2009): Francisco Herrera Jiménez
- (2009 - 2010): Federico Márquez Pérez
- (2011 - 2013): Jesús C. Cienfuegos Meraz
- (2014 - 2017): Marcos Romero Sánchez
- (2018 - 2021): Mariano Romero González
- (2021): Gilberto Rubio
- (2022 - 2025): Eric Domínguez Vázquez
- (2025) Celestino Pino Guevara